# Antyreligia
Antyreligia – 1. w religioznawstwie: pojęcie bliskoznaczne terminowi "pseudoreligia" – przedrostek "anty-" (z gr. "przeciw") wskazuje występowanie cech, które stoją w jawnej opozycji do religii, w zasadzie wykluczając spełnianie jej kryteriów; 2. postawa społeczna polegająca na sprzeciwie wobec wszelkiej religii.

## Antyreligia w religioznawstwie
Autorzy katoliccy posługują się terminem „antyreligia” w znaczeniu pejoratywnym, wskazując zagrożenie płynące z opisywanego zjawiska dla danej religii. Najczęściej będzie chodziło o satanizm. Niektórzy jednak wskazują podobne negatywne nastawienie do religii w innych zjawiskach kulturowych, jak New Age, ezoteryka czy różne formy okultyzmu.
Użycie tego terminu jest uzależnione od przyjęcia określonej definicji słowa "religia". Gdyby w definicji tej uwzględniać doktrynę, kult czy pojęcie wspólnoty religijnej, wówczas np. wspomniany satanizm musiałby być uznawany za religię. Jeśli jednak przyjąć, że religia winna mieć ze swej natury pozytywne nastawienie do sacrum, wówczas termin "antyreligia" jest konieczny na określenie zjawiska nastawionego do sacrum negatywnie.

## Postawa antyreligijna
Antyreligia to też postawa społeczna. Antyreligia różni się od (otwartego) ateizmu, choć wielu antyreligijnych jest też ateistami. Postawa antyreligijna może ograniczać się do religii zorganizowanej lub być poszerzona na wszystkie formy wiary w rzeczy nieweryfikowalne rozumem. Różni się od postawy antyteistycznej, która sprzeciwia się wierze w bóstwa, a nie przeciwko całej religii.